# Can Plantadeta
Can Plantadeta és una masia de Santa Eulàlia de Ronçana.

## Història
El 1603, Joan Plantada de Can Plantada de l'Ametlla va adquirir una finca al pla del Rieral a Guerau de Plandolit, donzell de l'Ametlla, sobre la qual va fer construir una masia. Per a diferenciar-la de la primera, va ser coneguda com Can Plantada del Pla, però al llarg dels anys s'ha acabat dient Can Plantadeta.
Al segle xviii, Josep Traver i Plantada va haver de vendre una part de la propietat a Josep Vendrell i, el 1806, Pere Plantada i Trias vendria la casa a Joan Baró, els descendents de la qual encara en són els propietaris.

## Descripció
De planta rectangular, s'estructura en tres crugies. Consta de planta baixa, pis i golfes i té la coberta a dos vessants amb el carener perpendicular a la façana principal. Aquesta es compon simètricament segons tres eixos d'obertures, totes de llinda plana de pedra, excepte el portal d'arc de mig punt adovellat, amb la data de 1608 inscrita a la clau. Les finestres de la planta baixa són d'arrebossat imitant la pedra, i entre les del pis hi ha un rellotge de sol esgrafiat. A la façana de llevant s'ha adossat un cos annex de planta baixa i coberta a una vessant, que tenia un portal d'arc rebaixat de maó. Les obertures de la façana posterior estan disposades de forma aleatòria i són de llinda plana, ja sigui arrebossades, de pedra carejada o ceràmica. Al costat de ponent s'hi ha adossat un volum modern que supera en alçada al de la masia.
A l'interior es conserva la distribució característica, però ha estat completament reformada per habilitar-la com a habitatge modern.